# Samuel Gigot
Samuel Gigot (Avignone, 12 ottobre 1993) è un calciatore francese, difensore della Lazio.

## Carriera

### Arles-Avignon
Gigot è cresciuto nel settore giovanile dell'Arles-Avignon. Il 30 agosto 2013 ha fatto il suo debutto in Ligue 2 nella partita contro il Nior  e il 15 agosto 2014 ha segnato il suo primo gol in campionato contro il Nancy.

### Kortrijk
Il 15 maggio 2015 viene annunciato il suo trasferimento al club belga KV Kortrijk. Il 25 luglio 2015 ha esordito nella vittoria casalinga per 2-1 contro lo Standard Liegi. Gigot è rapidamente entrato nella formazione titolare, giocando 28 partite di campionato nella stagione 2015/16. Il 1 ottobre 2016 ha segnato il suo primo gol in campionato con il Kerels nella sconfitta esterna per 1-2 contro il KSC Lokeren.

### Gent
Il 27 gennaio 2017 è passato ai rivali del KAA Gent per 1,3 milioni di euro, dove ha firmato un contratto di quattro anni e mezzo. Due giorni dopo ha esordito con i Buffalos nella vittoria casalinga per 2-0 contro l'FC Brugge. Il 30 luglio 2017 ha segnato il suo primo gol con il KAA Gent nella sconfitta esterna per 2-3 contro il VV St. Truiden. Ha giocato un totale di 64 partite nelle quali ha segnato due gol.

### Spartak Mosca
Il 4 giugno 2018, Gigot ha firmato un contratto di quattro anni con il club russo dello Spartak Mosca. Il 19 agosto 2019, ha segnato due gol nella vittoria per 2-1 contro il CSKA Mosca nel derby di Mosca. Il 29 gennaio 2022, Gigot viene acquistato dal Marsiglia e ceduto in prestito di nuovo allo Spartak Mosca per il resto della stagione 2021-22. Il 29 maggio 2022, disputa la finale di Coppa di Russia, vincendo il trofeo per 2-1 contro la Dynamo Mosca.  Ottiene 110 presenze nello Spartak in tutte le competizioni.

### Olympique Marsiglia
Il 7 agosto 2022 fa il suo debutto con il Marsiglia in Ligue, scendendo in campo nella partita vinta per 4-1 contro il Reims. Il 10 settembre 2022 Gigot ha segnato il suo primo gol nella vittoria per 2-1 contro il Lille. Durante l'esperienza marsigliese diventa capitano della squadra e dopo due stagioni lascia il club francese collezionando 66 presenze tra Ligue 1, Champions League e Coppa di Francia.

### Lazio
Il 30 agosto 2024 si trasferisce alla Lazio a titolo temporaneo con obbligo di riscatto. Esordisce in biancoceleste il 24 ottobre successivo, in occasione della trasferta di Europa League vinta per 2-0 contro il Twente, venendo schierato titolare. Tre giorni dopo esordisce anche in serie A nel successo per 3-0 contro il Genoa, in cui rileva all'85' Mario Gila. Trova il suo primo gol in maglia biancoceleste il 24 novembre nella gara casalinga vinta per 3-0 contro il Bologna.

## Statistiche

### Presenze e reti nei club
Statistiche aggiornate al 18 maggio 2025.
| Stagione                   | Squadra                    | Campionato                 | Campionato | Campionato | Coppe nazionali | Coppe nazionali | Coppe nazionali | Coppe continentali | Coppe continentali | Coppe continentali | Altre coppe | Altre coppe | Altre coppe | Totale | Totale |
| Stagione                   | Squadra                    | Comp                       | Pres       | Reti       | Comp            | Pres            | Reti            | Comp               | Pres               | Reti               | Comp        | Pres        | Reti        | Pres   | Reti   |
| -------------------------- | -------------------------- | -------------------------- | ---------- | ---------- | --------------- | --------------- | --------------- | ------------------ | ------------------ | ------------------ | ----------- | ----------- | ----------- | ------ | ------ |
| 2013-2014                  | Arles-Avignon 2            | CFA2                       | 14         | 3          | -               | -               | -               | -                  | -                  | -                  | -           | -           | -           | 14     | 3      |
| 2014-2015                  | Arles-Avignon 2            | CFA2                       | 3          | 2          | -               | -               | -               | -                  | -                  | -                  | -           | -           | -           | 3      | 2      |
| Totale Arles-Avignon II    | Totale Arles-Avignon II    | Totale Arles-Avignon II    | 17         | 5          |                 | -               | -               |                    | -                  | -                  |             | -           | -           | 17     | 5      |
| 2013-2014                  | Arles-Avignon              | L2                         | 10         | 0          | CF+CdL          | 0+2             | 0               | -                  | -                  | -                  | -           | -           | -           | 12     | 0      |
| 2014-2015                  | Arles-Avignon              | L2                         | 23         | 4          | CF+CdL          | 1+4             | 0               | -                  | -                  | -                  | -           | -           | -           | 28     | 4      |
| Totale Arles-Avignon       | Totale Arles-Avignon       | Totale Arles-Avignon       | 33         | 4          |                 | 7               | 0               |                    | -                  | -                  |             | -           | -           | 40     | 4      |
| 2015-2016                  | Kortrijk                   | D1                         | 21+7       | 0          | CB              | 3               | 0               | -                  | -                  | -                  | -           | -           | -           | 19     | 0      |
| 2016-gen. 2017             | Kortrijk                   | D1                         | 20         | 2          | CB              | 2               | 0               | -                  | -                  | -                  | -           | -           | -           | 23     | 0      |
| Totale Kortrijk            | Totale Kortrijk            | Totale Kortrijk            | 41+7       | 2          |                 | 5               | 0               |                    | -                  | -                  |             | -           | -           | 52     | 2      |
| gen.-giu. 2017             | Gent                       | D1                         | 7+9        | 0          | CB              | -               | -               | UEL                | 4                  | 0                  | -           | -           | -           | 20     | 0      |
| 2017-2018                  | Gent                       | D1                         | 30+10      | 2          | CB              | 2               | 0               | UEL                | 2                  | 0                  | -           | -           | -           | 44     | 2      |
| Totale Gent                | Totale Gent                | Totale Gent                | 37+19      | 2          |                 | 2               | 0               |                    | 6                  | 0                  |             | -           | -           | 64     | 2      |
| 2018-2019                  | Spartak Mosca              | PL                         | 9          | 1          | CR              | 0               | 0               | UCL                | 2                  | 0                  | -           | -           | -           | 11     | 1      |
| 2019-2020                  | Spartak Mosca              | PL                         | 26         | 4          | CR              | 4               | 0               | UEL                | 4                  | 0                  | -           | -           | -           | 34     | 4      |
| 2020-2021                  | Spartak Mosca              | PL                         | 26         | 3          | CR              | 1               | 0               | -                  | -                  | -                  | -           | -           | -           | 27     | 3      |
| 2021-2022                  | Spartak Mosca              | PL                         | 27         | 2          | CR              | 3               | 0               | UCL+UEL            | 2+6                | 0+0                | -           | -           | -           | 38     | 2      |
| Totale Spartak Mosca       | Totale Spartak Mosca       | Totale Spartak Mosca       | 88         | 10         |                 | 8               | 0               |                    | 14                 | 0                  |             | -           | -           | 110    | 10     |
| 2022-2023                  | Olympique Marsiglia        | L1                         | 26         | 2          | CF              | 2               | 0               | UCL                | 5                  | 0                  | -           | -           | -           | 33     | 2      |
| 2023-2024                  | Olympique Marsiglia        | L1                         | 21         | 3          | CF              | 2               | 0               | UCL+UEL            | 2+8                | 0                  | -           | -           | -           | 40     | 3      |
| Totale Olympique Marsiglia | Totale Olympique Marsiglia | Totale Olympique Marsiglia | 47         | 5          |                 | 4               | 0               |                    | 15                 | 0                  |             | -           | -           | 66     | 5      |
| ago. 2024-2025             | Lazio                      | A                          | 15         | 2          | CI              | 2               | 0               | UEL                | 6                  | 0                  | -           | -           | -           | 23     | 2      |
| Totale carriera            | Totale carriera            | Totale carriera            | 304        | 30         |                 | 28              | 0               |                    | 41                 | 0                  |             | -           | -           | 373    | 30     |

## Palmarès

### Club

#### Competizioni nazionali
- Coppa di Russia: 1

Spartak Mosca: 2021-2022